# (16408) 1986 AB
(16408) 1986 AB là một tiểu hành tinh vành đai chính. Nó được phát hiện bởi Kenzo Suzuki và Takeshi Urata ở thành phố Toyota, Aichi, Nhật Bản, ngày 11 tháng 1 năm 1986.